# Dumaran (Insel)
Dumaran, englisch Dumaran Island, ist eine philippinische Insel im Westen der Provinz Palawan in der Sulusee. Sie liegt 34,1 km vom Festland Palawans entfernt.

## Verwaltung
Die Insel ist verwaltungstechnisch zwischen den Gemeinden Dumaran und Araceli aufgeteilt. Die Ortschaften beider Gemeinden befinden sich auf der dortigen Insel.